# 爆丸
- 關於爆丸系列動畫第一次重啟作品，請見「爆丸5星域爭霸」。
- 關於爆丸系列動畫第二次重啟作品，請見「爆丸 (2023)」。

《爆丸》是一套日本和美國合作的動畫，由2007年4月5日起，開始在東京電視台播放。而在日版第39和40集之間，多了一集海外版集數（台灣MOMO親子台已在2007年9月22日起播放。香港無綫電視在2008年2月1日至8月8日於翡翠台播放）。故事講述某年某月某日，全球各地的小朋友都收到一套不可思議的卡牌。玩家能從牌中召喚出來自異世界的、叫爆丸的怪獸進行格鬥。
爆丸2、爆丸3、爆丸4、爆丸5、爆丸 裝甲聯盟及爆丸7已於日本、美加、香港等地播放。
※以下所述內容部份參考日文版本播出時內容所編，可能與英文版本有所偏誤，請注意。

## 故事層次
1~13：死亡卡（日本篇）
14~26：死亡卡（世界篇）
27~38：死亡次元考驗篇
39~44：決戰（巴斯洛亞篇）
45~52：決戰（人間篇）

## 登場人物

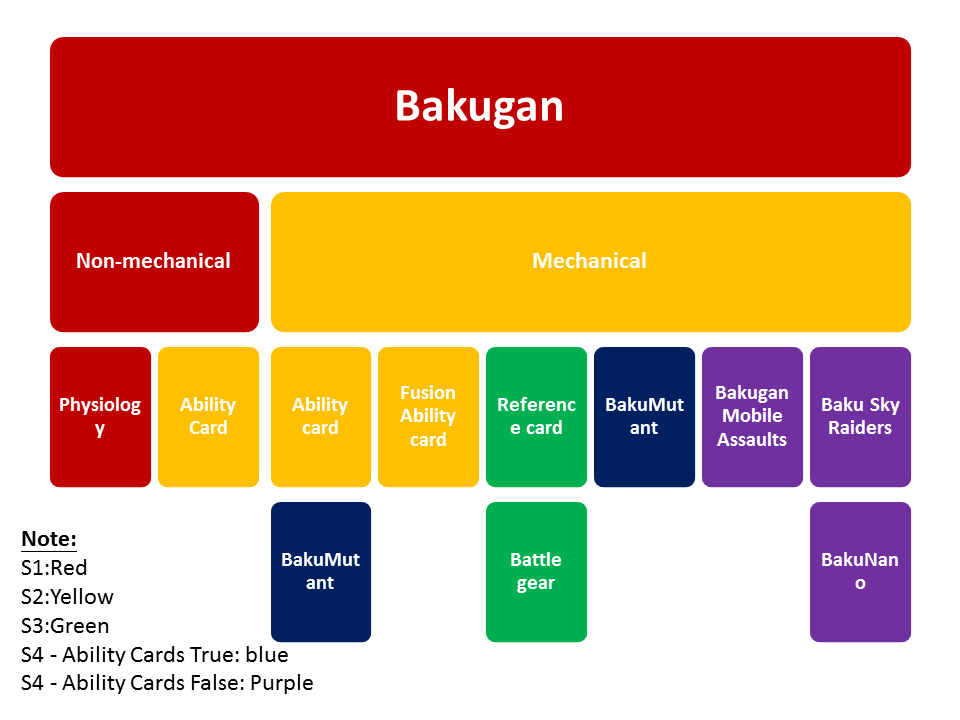
爆丸能力结构英文图

### 爆丸戰士
爆丸戰士定義為與敵對角色戰鬥的主要爆丸決鬥者，並以他們作為故事發展的軸心。

#### 全系列
- 空操彈馬（くうそう だんま；Dan Kuso、Daniel Kuso、 Danma Kuso）

初登場11歲，第二季15歲，第三季16歲，第四季17歲，通稱「小彈」。
本劇中心人物，老是不先經過大腦思考就行動，屬於橫衝直撞、衝鋒陷陣的行動派，口頭禪為「太完美了（完壁き）」。擅長力量型的作戰，世界排名第一的戰士。喜歡琉乃，卻時常跟她打情罵俏。於第1季完結篇跟琉乃成為情侶。
於第2季與阿駿、丸兆以及新爆丸戰士—米拉、艾斯和巴隆一起對抗HEX，並瞞過初期打算跟小彈一同前往的琉乃，與丸兆前往異次元龍世界。於琉乃被當作人質時顯得十分緊張，後來與琉乃約定與HEX戰鬥結束後平安回來。
第3季因父親工作關係而從鳩留鎮搬到BB鎮，同時認識了傑克·威勒利並教導他爆丸戰鬥。
第4季前期與梅格梅爾有相同的關係連接著。初期更因為不知道「鎖匙與閘門」的關係而無法掌握獨角巨強大的力量而使其失控。
第4季完結篇決定自職業爆丸界引退，悄悄跟夥伴們不告而別後，向加藤先生借了一艘小船遊走世界各地。
配音：小林優（日本）、許雲雲（台灣）、袁淑珍（香港）、Scott McCord（英文）
常用爆丸：獨角巨龍（全系列，主要)、血紅毒蠍（第2季，次要，由米拉給予）、法布尼爾（第二季，臨時）、雷布超人（第4季，臨時次要）（後回歸鋼士利薩德）
- 風見駿（かざみ しゅん；Shun Kazami）

初登場12歲，第二季16歲，第三季17歲，第四季18歲，通稱「小駿」，為風屬性的爆丸戰士，擅長速度型的作戰，亦擅長忍術，世界排名第三的戰士。
自從母親病逝之後就變得不多話，多愁善感，住在爺爺家（忍者屋）。不管遇到什麼事都非常冷靜，和小彈是從小玩到大的好友。
第2季在忍術修行途中被送往夢幻革命之地，後與小彈他們一同對抗HEX。
第3季時，因法比雅出現時懷疑里因前來爆丸超時空的目的，並認為他可能才是真正的侵略者。
第4季前期在得知莎隆為梅格梅爾的走狗後，視她為死敵。
第4季時後期重新將頭髮留長。
配音：鈴木千尋（日本）、李世揚（台灣）、李致林、黃榮璋（代配）（香港）
常用爆丸：神威鳳凰（第1季、第2季次要）；英格拉姆（第2季，主要）、影子神風（第2季，次要）、風速使者（第2季，次要）；暴風獵鷹（第3季）；颶風忍者（第4季前期）、綠風巨人（第4季後期）、赤眼天鷹（第4季後期，次要）、奧爾貝戰犬（第4季後期，次要）
- 丸藏兆治（まるくら ちょうじ；Chouji Marukura、Marucho Marukura）

初登場10歲，第二季14歲，第三季15歲，第四季16歲，因名字饒舌的關係大家都叫他「丸兆」。
丸藏集團的少爺。屬於深思熟慮後才行動的類型，屬於水屬性的玩家，擅長助攻。世界排名第七的戰士。
第2季與小彈、阿駿以及新爆丸戰士—米拉、艾斯和巴隆一起對抗HEX。並於後期創立爆丸Inter-Space這個對戰空間，但後來因為HEX的關係，爆丸Inter-Space遭受到破壞。
第2季最終回獲得里因·古莱拉的幫助，成功完成爆丸超時空，並將斯沛特拉提供的爆丸基因與里因帶來的爆丸基因製造爆丸供爆丸Inter-Space玩家使用。
第3季中，縱使里因欺騙過他，仍一直相信里因一定會回歸這一方。
第4季曾因父親的話而計劃退出爆丸戰士行列，但結果因放不下而回歸。接著更因害怕爆丸超時空會成為梅格梅爾侵略地球的媒介而將其摧毀，還差點把斯沛特拉拖下去埋葬，所幸斯沛特拉最後還是成功脫逃。另外在爆丸超時空被摧毀後，他們所居住的城市蛻變為與爆丸一同生活的城市「爆丸市」。
配音：廣橋涼（日本）、龍顯蕙（台灣）、雷碧娜（香港）
常用爆丸：藍海蜥蜴（第1季、第2季次要）、藍海蜥蜴-安吉羅/迪布羅（第1季，次要）、艾芬精靈（第2季，主要）、幻影瑪雅西塔（第2季，次要）、人魚戰士（第3季）、藍星使者（第4季前期）、路卡藍魔（第4季後期）、洛克蠍魔（第4季，次要，由米拉給予）

#### 第1季
- 美崎 琉乃[2]（；Runo Misaki）

初登場於第1集，初登場11歲，第二季15歲，第四季17歲，1995年生。
是個充滿朝氣表裹不一的美少女，可說是「披上淑女披肩的男仔頭」，不服輸而自我主張個性非常強烈，不肯把內心深處的思想情感露出，經常挑小彈毛病，並認為茱莉常維護小彈而不悅（可能是吃醋），但本質待人有禮且關心他人。屬於光屬性的玩家，擅長協調和支援，擁有聖光戰虎。稱其為『阿虎』。
世界排名第六的戰士。喜歡小彈。但起初不肯承認，直至聖光戰虎差一點被萊絲里昂打敗時才終於承認（第32集）。完結篇成為小彈的女友。
第2季初期原本要與彈馬共同前往爆丸世界，但因故留下而對彈馬有所不悅。
後來曾經使用傳輸機器，嘗試前往夢幻革命之地，但卻因為事故而意外被斯沛特拉方統當成人質。其後聖光戰虎認為自己能力不足而引退。
第4季的第32集受米拉之託代替她擔任爆丸相關的技術人員。
配音：仙台惠理（日本）、傅其慧（台灣）、何璐怡（香港）
常用爆丸：聖光戰虎(第1季前期)→顛峰聖光戰虎(第一季、第二季)(主要)、艾爾超能者(第四季)(臨時)
- 愛麗絲·傑哈畢奇（アリス ゲーハビッチ；Alice Gehabich）

初登場14歲，第二季18歲，1992年生。科學家米亞爾之孫女。
橘色頭髮與褐色眼睛的美少女，很受男生歡迎，寄住在琉乃的家裡因此也在琉乃家的餐廳幫忙。
擁有豐富的爆丸知識，在第一季前期擔任顧問角色。
原本是唯一一個沒有爆丸的戰士，在與馬斯卡雷德交接後成為海德拉的主人。
有時她會不自覺暈倒，醒來後會發現自己身處陌生環境，並且沒有之前的記憶。但其實是因為她擁有另一個受到負面能量影響後誕生出的人格：馬斯卡雷德。
馬斯卡雷德為愛麗絲的男性人格，除了性別，性格上與行事作風也和愛麗絲大相逕庭。在爆丸積分排行榜上曾有很長一段時間位居世界第一，奉白龍之命行事，一路上不斷阻礙戰鬥遊戲者，利用死神卡將爆丸們送入死亡次元，並壯大魔帝海德拉。
馬斯卡雷德經常趁旁人不注意時，奪走愛麗絲的身體行動，但等愛麗絲恢復意識後卻會完全忘記自己做過什麼。和小彈在巨蛋體育場進行最終決戰後，因小彈戰後向馬斯卡雷德提出加入我方的邀請，馬斯卡雷德認為那是屬於愛麗絲的課題而拿下面具，愛麗絲也在此時才知道自己就是馬斯卡雷德。面對前來蠱惑的哈爾葛以及戰鬥遊戲者們的陣營拉扯，無法承受事實的愛麗絲，崩潰流淚以次元傳送卡離開現場。
後來得知她絕望之下跑去德國投靠叔叔跟嬸嬸，並在當地巧遇克勞斯。和克勞斯道歉和說明事由後，被迫和對方展開爆丸戰鬥，經過克勞斯的開導，了解到六種屬性缺一不可，察覺自己也不想失去這個世界而重拾信心。並在之後戰鬥遊戲者遇到困難時，拜託馬斯卡雷德將力量借給自己，帶著海德拉前往異次元龍世界營救小彈。戰鬥結束後更在內心世界短暫的與馬斯卡雷德交談，受到鼓勵與託付，從此成為海德拉的主人。世界排名第二的戰士。
第2季與爺爺米亞爾博士居住俄羅斯莫斯科，與其共同研究，提供小彈前往夢幻革命之地之協助。
於第2季32集中，俠都前來襲擊地球，擅自選上愛麗絲要與她戰鬥，但此時的愛麗絲回憶起自己已經跟馬斯卡雷德約好再也不參與爆丸戰鬥，因此選擇避戰。在俠都的死纏爛打下，即使身邊的海德拉與隨後趕到的張麗都勸愛麗絲應戰，她也依舊感到猶豫。最後是馬斯卡雷德出現，在內心世界裡鼓勵愛麗絲戰鬥，她才終於下定決心迎擊俠都。而馬斯卡雷德也在戰鬥時給予愛麗絲支持，以兩人一體的氣勢一度重挫俠都。由此處互動細節可以推測出，兩個人格的關係應該在之後的幾年間有所好轉。
配音：能登麻美子（愛麗絲·傑哈畢奇）／保志總一朗（馬斯卡雷德）（日本）、許雲雲（愛麗絲·傑哈畢奇）／陳宏瑋（馬斯卡雷德）（台灣）、林元春（愛麗絲·傑哈畢奇）／伍博民（馬斯卡雷德）（香港）
常用爆丸：魔帝海德拉
- 茱莉·海沃德（ジュリィ ヘイワード；Julie Makimoto、Julie Hayward）

初登場12歲，第四季18歲。
因為對小彈有好感並稱小彈為DARLING，所以會跟琉乃鬥嘴，後於第二季被琉乃的真誠打動而結為知己，因能彼此明白對方，世界排名第八的戰士。
是個黑膚的美籍人，所以說話偶然會插入英語。最後成為比利的女友。
於第2季於琉乃家族所經餐飲店面協助幫忙。其後鐵拳石像認為自己能力不足而引退。
於第3季與彈馬居住相同城鎮，於學校就讀當中，為校隊成員之一，傑克的朋友，並協助傑克認識爆丸。
第4季後期任職爆丸電視台的突擊記者，負責報導爆丸戰士與敵人戰鬥的實況。
配音：水野理紗（日本）、龍顯蕙（台灣）、曾佩儀、沈小蘭（代配）（香港）
常用爆丸：鐵拳石像(第一季前期)→土之千鎚鐵拳石像(第一季、第二季)(主要)
- 城治（；Joe Brown，Jyo~Osamu)

別稱喬，光屬性爆丸玩家，第23集登場，12歲。
爆丸戰士聊天室網站的主人。小時就已入住九州醫院，跟母親（或是養母）相依，據母親所說，城治的病一直沒法診斷及治癒，不能進行劇烈運動，於是從未離開醫院，但城治時常保持心境開朗，用心中美善感受世間萬物的自然美，不會像其他爆丸格鬥手只懂計較成敗得失，而是享受格鬥的刺激緊張及喜悅，個性非常溫柔，有點內向。
沒有什麼朋友，後來因為知道小彈們用爆丸進行格鬥遊戲，於是開拓了網站。由於沒有在任何聊天室出現，因此被爆丸戰士懷疑他是間諜，六人一同於第23集前往九州醫院親自審問他跟馬斯卡雷德的關係，不久丸兆找出他傳給擁有高力量值的爆丸戰士們的短信，這反映他不希望其他格鬥手從遊戲中失去爆丸，於是這關心爆丸的行動令爆丸戰士沒再懷疑他，並且成為第七位爆丸戰鬥遊戲者。
然而小彈在到達九州醫院跟同伴失散，中途二人踫面，城治雖自知不能進行劇烈運動，但仍邀請小彈進行格鬥，小彈因希望得知喬跟馬斯卡雷德的關係而展開格鬥，由於城治身體不支而暈倒，幸好在昏迷時，因遇上及夢見雙足飛龍，雙足飛龍的無限核心所攜帶的正能量使他康復，後來，變成了城治的爆丸。
剛回到城治身邊的雙足飛龍，因得知其希望作戰而鼓勵他跟馬斯卡雷德戰鬥，及後以技術及無限核心力量取勝。
由於雙足飛龍體內的無限核心經常跟沉默核心產生共嗚，城治為此非常操心，為給雙足飛龍安全感及關懷而仔保持溫柔的微笑，其實他對戰鬥的信心大減，只能透過聊天室網站聯絡其他爆丸戰士支援，最後更流著淚看著雙足飛龍被獨角巨龍殺害。
配音：保志總一朗（日本）、陳宏瑋（台灣）、曹啟謙（香港）、Scott McCord（英文版本第一至第十五集）、Travis Ferris（英文版本第十六集起）
常用爆丸：雙足飛龍

### 其他爆丸戰士
其他爆丸戰士定義為支援爆丸戰士對抗敵人的爆丸格鬥手，是故事中的配角。
- 比利·基爾巴特（ビリー ギルバート、；Billy Gilbert）

因受沉默核心的影響而短暫成為馬斯卡雷德的手下，世界排名第十名的土屬性爆丸玩家。
美籍人，茱莉的青梅竹馬。茱莉在第19集幫他回復本性。
後來和茱莉一同對付朵羅亞。喜歡茱莉，在妮妮的提醒後，終於向茱莉表白成功，改稱Honey。
配音：古島清孝（日本）、曹啟謙（香港）
常用爆丸：獨眼巨人
- 張麗（；Chan Lee）

因受沉默核心的影響而短暫成為馬斯卡雷德的手下，世界排名第五名（初登場時第三）的火屬性爆丸玩家。
中國人，擅長功夫。
喜歡城治。在第22集被彈馬、丸兆和琉乃打敗，經彈馬的一番說話，回復本性。後來和爆丸戰士一同作戰，並成為城治的女友。
第2季受克勞斯委託，於森林間與愛麗絲重逢，並與其共同對戰俠都，雖然一度獲得勝利，但而後俠都使用特殊爆丸，使得兩人皆戰敗。
配音：澤城美雪（日本）、龍顯蕙（台灣）、黃玉娟（香港）、
常用爆丸：阿修羅
- 克勞斯·馮·海爾傑（クラウス フォン ヘルゼン、；Klaus Von Hertzon、Klaus Von Hertzen）

因受沉默核心的影響而短暫成為馬斯卡雷德的手下，世界排名第四名的水屬性（初登場時第二）爆丸玩家。
號稱水之貴公子，德國人，是一名貴族的後裔，舉止優雅，並且擁有一座城堡。
在第22集被彈馬、丸兆和琉乃打敗，經彈馬的一番說話，回復本性。後來還幫助愛麗絲回復信心。似乎相當在意愛麗絲，後來和愛麗絲、小強一同對付夏伊雅。
於第2季中協助米亞爾博士改造爆丸裝置及威星傳輸系統，後於威星創業，並從此定居威星。
配音：近藤孝行（日本）、梁偉德（香港）、
常用爆丸：塞壬海妖
- 公巴·歐查理（コンバ；Komba O'Charlie、Komba）

因受沉默核心的影響而短暫成為馬斯卡雷德的手下，世界排名第十一（初登場時第五）的風屬性爆丸玩家，巴西人。
原本驕傲自負，喜歡嘲笑比利排名兩位數，和鳥身女妖的關係也是吵吵鬧鬧。直到小駿在第20集幫他回復本性，稱他為『小駿哥』，並拜其為師。決戰篇時和小駿、朱利歐一同對付洛克。
配音：井上麻里奈（日本）、張裕東（香港）、
常用爆丸：鳥身女妖
- 朱利歐 桑達那（ジュリオ；Julio Santana、Julio）

因受沉默核心的影響而短暫成為馬斯卡雷德的手下，世界排名第九名（初登場時第四）的光屬性爆丸玩家，意大利人。
在第22集被彈馬、丸兆和琉乃打敗，經彈馬的一番說話，回復本性。後來和小駿、公巴一同對付洛克。
配音：最上嗣生（日本）、陳卓智（香港）、
常用爆丸：閃光者
- 小強（；Christopher、Tsuyoshi）

性格純真的小男孩，本來是對爆丸格鬥沒有信心的水屬性玩家，後來經愛麗絲的指導，排名愈來愈高，在愛麗絲失蹤時非常擔心她，後來在白龍的部下入侵人類世界時逆著人流上前迎戰，協助愛麗絲、克勞斯對付夏伊雅。
配音：Ayumi Fujimura （日本）
常用爆丸： 猛爆角龜
- 妮妮（；Nene）

自稱在戀愛和格鬥方面都是最強的風屬性玩家，撮合比利和茱莉，並和他們一同對付多羅亞。
配音：Tomoko Kaneda （日本）
常用爆丸：疾翔烏鴉
- JJ麗普絲（JJリップス；JJ Dolls）

人氣偶像組合，由小蟹和小苗組成。是丸兆和小彈所喜歡的偶像。和影迷關係很好。為了玩爆丸，曾遭到馬斯卡雷德的利用，但後來回復本性，並同丸兆一同對付希爾提斯。
爆丸:奈特騎士(水)(小蟹)、萬足蜈蚣(土)(小苗)
配音：澤城美雪→井上麻里奈（日本）；龍顯蕙【小蟹】、許雲雲【小苗】（台灣）；陳凱婷【可兒】、曾秀清【苗苗】（香港）

### 敵對角色
- 修次

唯一不是白龍手下的次要敵對角色，是小彈的老對手，僅在第一季出現。
有很多不同屬性的爆丸，有土屬性、闇屬性、風屬性等。由於每次被小彈打敗後都會換一種屬性捲土重來，因此後來小彈也懶得對付他，導師是妹妹妮妮（詳見爆丸戰士）。
- 白龍

詳見爆丸。
- 馬斯卡雷德（マスカレード；Masquerade）

帶著面具的神秘金髮少年，闇屬性的爆丸戰士，既冷酷又強大，是白龍旗下第一大將，也是爆丸對戰得分排名第一的世界冠軍，前期反派角色，小彈的主要對手。馬斯卡雷德對絕對的力量有著偏執的追求，而妨礙他的人則會毫不留情剷除。曾不斷派刺客利用死神卡與戰鬥遊戲者進行死亡戰鬥，更一度將小彈打敗並將其送進死亡次元。真實身份是由於白龍觸碰沉默核心所引發的超級次元新星現象，經過次元傳送裝置污染了米亞爾與愛麗絲，進而誕生在愛麗絲身上的負面人格。經常趁其餘的五人不注意時，奪走愛麗絲的身體自主權，變身成馬斯卡雷德暗中行動，但變回愛麗絲後就完全忘記自己做過什麼。為對付戰鬥遊戲者，曾吸收世界排名前幾的爆丸戰鬥者為刺客，並在克勞斯等人醒覺後再將其擊敗以成為魔帝海德拉進化的養分。不過卻因對終極力量的疑惑並顧及奪取無限核心的目的而與城治交手失利。因此為了追求雙面魔帝海德拉再次進化，而利用傳送卡進入死亡次元，找古代戰士艾克賽德拉挑戰，並在宣告了自己為戰而戰的執念後，打倒了對方創造出的愛麗絲幻影。在巨蛋體育場與小彈進行最後一次決鬥，這場巔峰對決可以說兩人戰力不相上下，平手了無數次，酣暢淋漓的激戰過程也讓馬斯卡雷德漸漸被小彈喚起了熱血，最終以一張能力卡之差落敗，並體認到爆丸戰鬥的本質是快樂的。因小彈戰後向馬斯卡雷德提出加入我方的邀請，馬斯卡雷德認為那是屬於愛麗絲的課題，進而選擇拿下面具，從容的以戲劇性震撼彈的方式離開眾人視線，愛麗絲也在此時才知道自己就是馬斯卡雷德。之後為了營救身處異次元龍世界的小彈，馬斯卡雷德在愛麗絲請求下重新現身，並以下不為例為前提，與小彈一同戰勝奇布爾和法烏斯特。戰鬥結束後再次婉拒了小彈的同盟邀請與愛麗絲的央求，回到愛麗絲的內心世界，鼓勵愛麗絲戰鬥，同時也將海德拉交給她。相比缺乏信心的愛麗絲，馬斯卡雷德更相信她有能力靠自己戰鬥，因為他們本就是同一人。
第二季32集時，原本已和愛麗絲達成共識，從此封印爆丸戰鬥。但是在俠都前來挑戰時，依然在內心世界鼓勵愛麗絲，成為她應戰的關鍵。戰鬥中愛麗絲體現出身為馬斯卡雷德的潛在力量，一度挫敗俠都，並讓他感到忌憚。
愛麗絲的部分詳見爆丸戰士。
- 哈爾葛（ハル ゲー；Hal-G）

後期反派角色，為白龍的侍者。幫助白龍得到無限核心。
真正身份是愛麗絲的爺爺米亞爾由沉默核心的負能量所產生的另一個邪惡人格。曾利用米亞爾的模樣誆騙愛麗絲，藉此找到位於鳩留塔的雙足飛龍。
最後在白龍被擊敗時也跟著被消滅。
配音：佐藤正治（日本）、盧國權（香港）
爆丸：白龍
- 雙重屬性爆丸

詳見爆丸。

### 其他角色
- 加藤先生（カトー；Kato）

約略七十歲，丸藏家族管家。
配音：最上嗣生（日本）、李世揚（台灣）、Ron Pardo （英文）
- 空操 信二郎（くうそう しんじろう；Shinjiro Kuso）

彈馬父親。對於彈馬非常疼惜，常做出擁抱彈馬的舉動（然而彈馬對此非常困擾）。喜歡吃布丁。
配音：近藤孝行（日本）、李世揚（台灣）、招世亮（香港）
- 空操 美代子（くうそう みよこ；Miyoko Kuso）

彈馬母親，家庭主婦。知道彈馬持有爆丸。後來從彈馬口中得知爆丸及巴斯洛亞的事情並通知其他爆丸戰士的家人，還能夠聽到獨角巨龍說話。之後不再反對小彈去異世界，另外也交代獨角巨龍要好好照顧小彈。
配音：恆松步（日本）、龍顯蕙（台灣）、蔡惠萍（香港）、Alyson Court （英文）
- 美崎 達夫（みさき たつお；Tatsuo Misaki）

琉乃爸爸，支持琉乃的任何決定。
配音：最上嗣生（日本）、朱子聰（香港）
- 美崎 早紀（みさき さき；Saki Misaki）

琉乃媽媽，身型肥胖。
配音：村上茜（日本）、黃玉娟（香港）
- 丸藏 祥子（まるくら しょうこ；Shuuko Marukura）

丸兆媽媽。
配音：大浦冬華（日本）、許雲雲（台灣）、陸惠玲（香港）
- 丸藏 京介（まるくら きょうすけ；）

丸兆爸爸。
在第四季前期與加藤一起幫助丸兆摧毀爆丸Interspace。
配音：張炳強（香港）、李世揚(第一季)→陳幼文（台灣）
- 風見 栞（かざみ しおり；Shiori Kazami）

小駿的媽媽，知道駿持有爆丸，但不知爆丸是什麼。（第12集駿的回憶中）因病身亡，並在過世前將神威鳳凰交給駿(僅限日文版，英文版為永遠昏迷)。
在之後，當駿被古代六戰士考驗時，亦出現了一個年輕版本的她，她喜歡看太陽。
爆丸:神威鳳凰(前)
配音：高梁碧（日本）、傅其慧（台灣）
- 米亞爾 傑哈畢奇(Michael Gehabich)

愛麗絲的爺爺，是個科學家，發明了次元傳送裝置，並到達了異次元龍世界發現了爆丸的存在。
第一季時出場次數不多，反而是他的另一個邪惡人格哈爾葛操縱著他的身體出現。由於結局時哈爾葛利用了愛麗絲擔心爺爺的心情，便偽裝成米亞爾誘騙愛麗絲，希望用雙足飛龍的正面能量治癒自己，因而成功帶著球狀的白龍找到位於鳩留塔的雙足飛龍。但隨著白龍最終戰敗，哈爾葛亦跟著完全消失。
主要戲份為第二季，以次元傳送裝置幫助小彈一行人前往夢幻革命之地。現跟愛麗絲住在莫斯科。
- 馬隆 李奇（Maron Leltoy；）

巴隆的妹妹。
配音：Stacey Depass（英文）；傅其慧（台灣）；岡嶋妙（日本）；黃紫嫻（香港）
- 數位巴隆（Avatar Baron）

於模擬對戰時所虛擬的爆丸戰士。說話時後面會加一個「呦」。
配音：Cameron Kennedy（英文）
- 可雷博士（Dr.clay；）

米拉和基司的爸爸，機械爆丸發明家、HEX的作戰通信參謀，只在第二季登場。為了研究而與兒女疏離，甚至更直接表明沒有兒女的存在，自登場以來一直誓死效忠澤諾赫爾特。最後與澤諾赫爾特父子倆在非典型因子的爆炸中同歸於盡。
配音：Scott McCord （英文）；松田健一郎（日本）；陳幼文（台灣）
- 岳爾拉多（Captain Elright；）

羅德星騎士團長，擅長實地作戰。
配音：中村悠一（日本）；李凱傑（第3季第11集）／林保全（第3季第14集起）（香港）；李世揚（台灣）
常用爆丸：爆幻翼獸（第3季）、神聖鬥士（第4季）
- 萊納斯 克勞德（Linus Claude；）

羅德星騎士團員，與小駿為對戰交流朋友，對於鋼達星要侵略羅德星感到憂心。所持有爆丸在對戰中失去，但其精神與螺旋獨角巨龍有所呼應，並幫助螺旋獨角巨龍進化。之後成為礦石巨龍的新主人。
配音：铃木达央（日本）；馮錦堂（香港）、李世揚（台灣）
常用爆丸：涅奧武士(前)、礦石巨龍（由雷恩 克羅拉給予）
- 塞莉奴 席恩（Queen Serena、Serena Sheen；）

法畢爾的姊姊，同時是羅德星國王。於第4季退位，改任守護羅德星的神官，並將王位交棒給法畢爾。
配音：Julie Lemieux（英文）；大浦冬华（日本）；沈小蘭（第3季第7集）／許盈（第3季第14集起）（香港）；許雲雲（台灣）
- 真英（Jin）

神聖鬥士原本的拍擋，也是法畢爾的未婚夫，被卡薩里娜殺害。
配音：朱子聰（香港）
- 科莉亞（Floria）

那札克的女兒，於某場戰爭中死亡。
配音：不明
- 巴希兄弟（Bash Brother）

常用爆丸：Flash Ingram、Shoxrox
- Tri-Twisters（Tri-Twisters）

常用爆丸：Cyclone Percival
- 多諾文（Dylan）

由對戰空間所創造的數據虛擬人物化的病毒，個性十分陰險囂張、目中無人。
配音：Andrew Jackson；梁偉德（香港）；李世揚（台灣）

## 登場爆丸

### 爆丸戰士的拍檔
- 獨角巨龍（Dragonoid；）

小彈召喚的龍型巨大生命體。存在於火屬性的空間。原名“沙拉曼德”。喜歡韋龐。攻擊時藉由體內放出的超高溫，溶解所有的東西。可以自行無限進化，是爆丸的世界裡面最強的種族之一。是白龍的死對頭。第一次進化後變為火流星獨角巨龍，打敗茱莉、丸兆、琉乃、小駿後，再次進化為火流星超能量多角巨龍。最終把韋龐的無限核心吸收，進化成終極爆丸－無限獨角巨龍，打敗了白龍後更吸收沉默核心，最終把自己變成新核心，令巴斯洛亞回復原來的樣子──奇異尼波利崇。
配音：藤原啟治（日本）、李世揚（臺灣）、劉昭文（香港）
特殊能力：
- 流星獨角巨龍（Delta Dragonoid II；）

特殊能力：
- 火流星超能量多角巨龍（Ultimate Dragonoid；

特殊能力：
- 無限獨角巨龍（Infinity Dragonoid；）

特殊能力：
- 完美獨角巨龍（Perfect Dragonoid)

- 聖光戰虎（Tigrerra；）

琉乃稱之為「小老虎/老虎仔」，經由琉乃召喚到人類世界的猛獸型生命體。存在於光屬性的空間，體內擁有巨大的利刃。前腳的巨大爪子是可以伸縮自如的攻擊武器。富人性的個性，很講義氣。稱琉乃為“小公主”。進化後變利劍聖光戰虎。
配音：斧敦志（日本）、陳宏瑋（臺灣）、陳永信（香港）
特殊能力：
- 顛峰聖光戰虎（Blade Tigrerra；）

特殊能力：
- 神威鳳凰（Skyress；）

花名「鳳姐」，由阿駿召喚到人類世界的飛鳥型生命體，存在於風屬性的空間，擁有巨大的翅膀和很多條長尾巴。在琉乃他們找他前不斷提醒阿駿要走的正確道路，十分支援阿駿的選擇。進化後變暴風神威鳳凰。
配音：鈴鹿千春（日本）、許雲雲（臺灣）、陳凱婷（香港）
特殊能力：
- 狂暴神威鳳凰（Storm Skyress；）

特殊能力：
- 藍海蜥蜴（Preyas；）

丸兆召喚到人類世界的變色龍型生命體。存在於水屬性的空間，可以藉由迷彩偽裝功能的特殊細胞核，來使細胞屬性產生變化，是隊伍中的開心果，後來他在一次戰鬥中，突然肚痛，然後排出了水之藍海蜥蜴-安哲郎/狄亞布郎（藍海蜥蜴一族的進化是繁殖）。只懂得使用土與暗的屬性改變。
配音：宮下榮治（日本）、陳卓智（香港）
特殊能力：
- 鐵拳石像（Gorem；）

由茱莉召喚到人類世界的巨人形生命體。存在於土屬性的空間，可以用右拳劈開大地，並將岩漿活性化破壞大地的所有物質。個性沉默不愛說話。進化後變重鎚鐵拳石像。
配音：安元洋貴（日本）、招世亮（香港）
特殊能力：
- 千鎚鐵拳石像（Hammer Gorem；）

特殊能力：
- 魔帝海德拉（Hydranoid；）

馬斯卡雷德召喚到人類世界的分離多頭型巨大龍型生命體。擁有超強的攻擊力，是失去目標的話就無法生存的種族，所以需要人類搭檔。第一次進化後為雙頭海德拉，打敗古代暗屬戰士艾古特拿後為三頭遠古海德拉。絕招是由三頭同時發出的攻擊的死亡三叉戟。最終馬斯卡雷德把海德拉交給愛麗絲，愛麗絲成了它的新主人。
配音：及川以造（日本）、朱子聰（香港）
特殊能力：
- 雙面魔帝海德拉（Dual Hydranoid；）

特殊能力：
- 三面魔帝海德拉（Alpha Hydranoid；）

特殊能力：

### 其他爆丸
- 安吉羅（Preyas Angelo；）

由藍海蜥蝪「進化」排出，水屬性的爆丸，可轉換為光屬性，和迪布羅是同一體。性情較為溫和，像天使。
配音：近籐孝行（日本）、蘇強文（香港）
特殊能力：
- 迪布羅（Preyas Diablo；）

由藍海蜥蝪「進化」排出，水屬性的爆丸，可轉換為火屬性，和安吉羅是同一體。性格比較急進，像惡魔。
配音：大畑伸太郎（日本）、蘇強文（香港）
特殊能力：
- 墮落天使（Reaper;）

馬斯卡雷德最初使用的暗屬性爆丸，在第13集的一次格鬥被魔帝海德拉送往死亡次元。
配音：赤城進（日本）、雷霆（香港）
特殊能力：
- 鳥身女妖（Harpus；）

鳥人型的風屬性爆丸，公巴‧歐查理的搭擋，常稱呼神威鳳凰“大嬸”。在第26集被送往死亡次元，後來被救回。最後和神威鳳凰等一同和洛克對戰。
配音：恆松步（日本）、鄭麗麗（香港）
特殊能力：
- 阿修羅（Fortress、Nova Ashura；）

三面四臂之魔神型的火屬性爆丸，張麗的搭擋，會變臉成喜、怒及悲，變臉時有不同的效果。在第26集被送往死亡次元，後來被救回。曾與白龍交手但不敵。
配音：赤城進（日本）、黃啟昌（香港）
特殊能力：
- 閃光者（Tentaclear；）

巨眼型的光屬性爆丸，朱利歐‧桑達那的搭擋，可以發出令人看不見的強大光線，不能說話。在第26集被送往死亡次元，後來被救回。最後和神威鳳凰等爆丸一同和洛克對戰。
特殊能力：
- 塞壬海妖（Sirenoid、Aqua Siren；）

人魚型的水屬性爆丸，克勞斯的搭擋，對於克勞斯很忠心耿耿，常稱他「主人」。在第26集被送往死亡次元，後來被救回。最後和魔帝海德拉等爆丸一同和賽亞對戰
配音：大浦冬華（日本）、黃麗芳（香港）
特殊能力：
- 獨眼巨人（Cycloid；）

獨眼人型的土屬性爆丸，比利的搭擋，常稱比利“BOSS”。在第26集被送往死亡次元，後來被救回。最後和鐵拳石像等爆丸一同和多羅亞對戰。
配音：最上嗣生（日本）
特殊能力：
- 智者老虎(Nova Lion)

猛獸型的火屬性爆丸(聖光戰虎的火族版)，為巴斯洛亞最年長的爆丸。對巴斯洛亞無所不知，小時候生活於奇異利波利祟。白龍事件中沒有被負能量污染，在小彈不敵法斯特及基布爾時出手相救，認為雙重屬性爆丸是白龍事件中的受害者，最後和法斯特交戰中被擊殺，死前希望獨角巨龍把巴斯洛亞變回奇異利波利祟。

### 雙重屬性爆丸（hybrid）
- 斯路迪絲（Tayghen；）

白龍手下。同時擁有水和風兩種屬性，上半身是人，而下半身就是龍，後來被丸兆和JJ紅唇使用水力量四連環攻擊而被擊敗。
特殊能力：
- 洛克（Hairadee；）

白龍手下。同時擁有水和風兩種屬性，在頸部有很多蛇頭，後來被風流星暴風神威鳳凰使用破邪流星嵐而被擊敗。
特殊能力：
- 賽亞（Rabeeder；）

白龍手下。同時擁有光和土兩種屬性，可是卻讓小彈他們感受不到任何的敵意，喜歡小彈。後來和愛麗絲等人作戰失敗，自願跟多羅亞回到巴斯洛亞。
特殊能力：
- 多羅亞（Tricloid；）

白龍手下。同時擁有光和土兩種屬性，可是卻讓小彈他們感受不到任何的敵意，喜歡小彈。是賽亞的妹妹，後來和茱莉等人作戰失敗，自願跟賽亞回到巴斯洛亞。
特殊能力：
- 基布爾（Centorrior；）

白龍手下。同時擁有火和暗兩種屬性，肩上有兩隻手，力量僅次於白龍，後來被火流星超能量多角巨龍擊敗。
特殊能力：火力量反射、電光閃能黑暗火力量、終極死亡之眼（戰鬥能力無效化）
- 法斯特（Druman；）

白龍手下。同時擁有火和暗兩種屬性，類似人馬，力量僅次於白龍，後來被多頭海德拉擊敗。
特殊能力：土崩地陷（破壞閘門卡）、電光閃能黑暗火焰、電光閃能黑暗屏障

### 白色怪獸（White Ones）
配音：高森奈緒（日本）、龍顯蕙（台灣）、曾秀清（香港）
獨角巨龍的青梅竹馬，喜歡獨角巨龍。吸收了無限核心的力量。曾把城治的病治療好，當初因無法操縱無限核心而四處飄泊，後能自由活動身體，並決定成為城治的爆丸，但經常因與沉默核心共嗚而身體不適，也自知沒多少日子可活，第51集要獨角巨龍殺死自己，並將無限核心交給獨角巨龍。
特殊能力：神光灑淨、宇宙爆發光彈、眩目光子
- 白龍

配音：梅津秀行（日本）、陳宏瑋（台灣）、葉振聲（香港）
本季終極敵人，雙足飛龍的哥哥。哈爾葛、馬斯卡雷德及六隻雙重屬性爆丸的首領。吸收了沉默核心的力量，進化成沉寂白龍（silent naga;ナーガ），企圖奪取妹妹雙足飛龍體內的無限核心，以便統治異次元龍世界和人類世界，但最終被獨角巨龍和其他五屬性爆丸所融合的力量所擊敗，並因此使沉默核心轉移到獨角巨龍體內。
特殊能力：一切歸零、沉寂吸纳

### 古代爆丸六戰士（Legendary Soldiers）
- 法布尼爾（Apollonir；）

配音：稻田徹（日本）
最強的古代火屬性戰士，也是一隻獨角巨龍。
特殊能力：超級勁量火焰
- 古利夫（Clayf；）

配音：山口太郎（日本）
最強的古代土屬性戰士，外表像一個土偶。
特殊能力：原子強光
- 拉斯利奧（Lars Lion；）

配音：小野涼子（日本）
最強的古代光屬性戰士，長得非常美麗。
特殊能力：靈幻之光箭
- 艾古特拿（Exedra；）

配音：木下浩之（日本）
最強的古代暗屬性戰士，是擁有八個頭的爆丸。
特殊能力：暗靈巨目，終極石化
- 佛羅手

配音：佐藤哲夫（日本）、陳宏瑋（台灣）
最強的古代水屬性戰士，真身是一隻青蛙。
特殊能力：水力量龍捲
- 安栢羅（Oberus；）

配音：井口裕香（日本）、龍顯蕙（台灣）
最強的古代風屬性戰士，有鳥嘴的仙子。
特殊能力：智者龍捲風

## 動畫術語

### 爆丸世界
- 奇異尼波利崇

爆丸原來生活的世界，是一個彩虹色的橢圓球體，沒有屬性之分。後來由於核心分裂成兩個，而變成具有六種屬性的巴斯洛亞。
- 巴斯洛亞

原來的核心分裂成正能量的無限核心與負能量的沉默核心，並把奇異尼波利崇分做火土光暗水風六個屬性，並獨立成六個世界，不能越界。這六個世界統稱為“巴斯洛亞”。當爆丸無法分別成任何一個屬性，就會被遺忘在裂縫間，變成白色怪獸。因此巨龍最終把巴斯洛亞變回奇異尼波利崇，令世界不再出現白色怪獸。
- 超級次元洛巴現象

白龍飛到六個世界的中心去吸收沉默核心時，沉默核心放出了大量的負能量，透過異空間傳送系統污染了米赫·亞爾的實驗室，使在場的愛麗絲分裂出了馬斯卡雷德人格，而米赫·亞爾則分裂出哈爾傑人格。同一時間，無限核心因此飛向人類世界，並被韋龐吸收。由於兩個核心離開了原來位置，因此巴斯洛亞開始崩潰，各個世界開始交融，陷入毀滅的危機。
- 白色怪獸

沒有屬性，壽命極短，因此白龍企圖吸收2個核心來延長壽命並獲得統治人類世界和巴斯洛亞的力量。
- 死亡卡

使用了死亡卡後，對方的爆丸若在戰鬥中戰敗，將被送往死亡次元。
- 死亡次元

埋葬爆丸的地方。
- 終極爆丸

力量值為1000，當終極爆丸吸收了沉默核心和無限核心，將獲得最強大的力量。
- 閘門卡
- 能力卡
- 基本卡
- 指令卡
- 魔獸卡
- 戰略卡
- 特殊卡

## 製作人員
- 企画：杉本道俊
- 原作：井上光晴（セガトイズ / SPIN MASTER「爆丸」より）
- 系列構成：前川淳
- 人物設定：長森佳容
- モンスターデザイン：サブマリン（うえだいたる、まつむらのりよし 他）、今石進
- デザインワークス：大畑晃一、宮脇謙史、亀谷響子、倉田泰志
- 総作画監督：ふくだのりゆき
- 美術監督：岩瀬栄治
- 背景：スタジオちゅーりっぷ
- 色彩設計：大槻ひろ子
- 攝影監督：冨田佳宏（旭プロダクション）
- 攝影：旭プロダクション
- 3D制作：ファンタジスタ
- 3Dコンポジット：サムズアップ、旭プロダクション
- 音楽：根岸貴幸（イマジンミュージック）
- 音響監督：明田川仁
- 音響効果：今野康之（スワラプロダクション）
- 音響制作：グロービジョン
- 録音スタジオ：プロセンスタジオ
- 編集：古川雅士（J.S.E）
- フォーマット編集：鈴木正実
- ビデオ編集スタジオ：三友VTC
- バトル設定：佐藤渉、梶山奈緒美
- 番組宣伝：内海賢朗（東京電視台）
- 動畫製作人：川人憲治郎（グループ・タック）
- プロデューサー：青木俊志（東京電視台）、笹田直樹（dentsu）、水沼健二（TMS）
- 監督：橋本みつお
- アニメーション制作協力：グループ・タック
- アニメーション制作：トムス・エンタテインメント、ジャパンヴィスティック
- 製作：東京電視台、dentsu、トムス・エンタテインメント

## 主題曲
前期片頭曲『ナンバーワン・バトルブローラーズ』（第1話～第30話）
歌・演奏：PSYCHIC LOVER、作詞・作曲：YOFFY、編曲：大石憲一郎
後期片頭曲『ブッちぎり∞ジェネレーション』（第31話～第51話）
歌･演奏：PSYCHIC LOVER、作詞：YOFFY、作曲：IMAJO、編曲：大石憲一郎
前期片尾曲『Air Drive』（第1話～第26話）
歌・編曲：Elephant Girl、作詞：Erina、作曲：Yoshinobu
後期片尾曲『ハロー』（第27話～第51話）
歌：ザ☆ボン、作詞：りえ、作曲：りんご、編曲：恩田快人&ザ☆ボン

## 標題列表
| 集數 | 日文原文標題                     | 中文翻譯標題         | 英文翻譯標題                      |
| ---- | -------------------------------- | -------------------- | --------------------------------- |
| 01   | 龍の戦士                         | 龍之戰士             | Bakugan The Battle Begins         |
| 02   | 嵐を呼ぶ男                       | 呼風喚雨的男子       | Masquerade Ball                   |
| 03   | 勝手にしやがれ                   | 隨便你好了!          | A Feud Between Friends            |
| 04   | 赤い絆                           | 紅色的牽絆!          | Dan and Drago                     |
| 05   | 憎いあンちくしょう               | 可恨的傢伙           | Runo Rules                        |
| 06   | タイガー&ドラゴン                | 虎與龍               | A Combination Battle              |
| 07   | カメレオンアーミー               | 變色龍軍團           | Bakugan Idol                      |
| 08   | 美・サイレント                   | 美與沈默             | Girls Just Wanna Have Fun         |
| 09   | 愛という名のもとに               | 以愛為名             | Fight Or Flight                   |
| 10   | 同じ月を見ていた                 | 仰望著相同的月亮     | A Perfect Match                   |
| 11   | 風の中の少年                     | 風中的少年           | Grandpa's Got A Brand New Bakugan |
| 12   | 時間よ止まれ                     | 時光暫停吧           | Bakugan Stall                     |
| 13   | 情熱の嵐                         | 熱情的風             | Just For The Shun Of It           |
| 14   | 真夏の夜の夢                     | 仲夏夜之夢           | The Story Of Vestroia             |
| 15   | ハッとして! GOOD                 | 嚇一跳! Good         | A Duel in the Desert              |
| 16   | ガッツだぜ!!                     | 勇氣!!               | No Guts No Glory                  |
| 17   | 君といつまでも                   | 永遠與你同在         | Best Friends Forever              |
| 18   | フラッシュ!                      | 閃光                 | Evolution Revolution              |
| 19   | 想い出ぼろぼろ                   | 破碎的回憶           | Julie Plays Hard                  |
| 20   | 明日は明日の風が吹く             | 隨明日的風而逝       | A Little Help                     |
| 21   | 我が良き友よ                     | 我的好朋友           | My Good Friend                    |
| 22   | 陽はまた昇る                     | 太陽再次昇起         | Drago's on Fire                   |
| 23   | 内気なあいつ                     | 內向的男孩           | Say It Ain't So                   |
| 24   | 年下の男の子                     | 年紀小的男孩         | Secret of Success                 |
| 25   | ハートのエースが出てこない       | 紅心王牌出不來       | Trust Me                          |
| 26   | バラードのように眠れ             | 像詩一般的沈睡       | Doom Dimension                    |
| 27   | 落陽                             | 落陽                 | Show Down                         |
| 28   | 唇をかみしめて                   | 咬緊牙關             | The Brawler's Last Stand          |
| 29   | 彼女と私の事情                   | 她和我之間的因緣     | Nightmare in Doomsville           |
| 30   | 僕が僕であるために               | 為了保有自我         | I am Marucho, Hear Me Roar        |
| 31   | 夕陽が泣いている                 | 夕陽在哭泣           | A Place Far From Home             |
| 32   | 気になるあいつ                   | 讓人在意的傢伙       | Play Nice                         |
| 33   | 誰だ!                            | 是誰!                | You're Going Down                 |
| 34   | 闇に光を                         | 黑暗之中的光芒       | Home Sweet Home                   |
| 35   | 熱き心に                         | 熱切的心             | Dan's Last Stand                  |
| 36   | 夏に降る雪                       | 夏日之雪             | Show Me What You've Got!          |
| 37   | 危険なふたり                     | 危險的兩人           | You Say You Want an Evolution     |
| 38   | ファイト!                        | FIGHT!               | Behind the Mask of Masquerade     |
| 39   | 終わりなき旅                     | 沒有終點的旅程       | Masquerade Unmasked               |
| 40   | 今日までそして明日から           | 忘記過去，重新開始   | Alice Gets Schooled               |
| 41   | 氷の世界                         | 冰凍的世界           | A Fish Named Tayghen              |
| 42   | どうにもとまらない               | 再也無法停止         | The Race to Vestroia              |
| 43   | 戦士の休息                       | 戰士的休息           | Next Stop Naga-Ville              |
| 44   | 狙いうち                         | 目標之中             | It's a Long Shot                  |
| 45   | 冗談じゃねぇ                     | 開什麼玩笑           | Ground Control to Major Dan!      |
| 46   | 男の勲章                         | 男人的勳章           | The One Hit Wonders               |
| 47   | グッド・ナイト・ベイビー         | Good night baby      | There's Mud in Your Eye           |
| 48   | これが私の生きる道               | 這就是我的生存之道   | R is for Revenge                  |
| 49   | 翼の折れたエンジェル             | 折翼的天使           | Showdown in Wardington            |
| 50   | 俺たちに明日は無い               | 我們沒有明天         | The Good, the Bad and the Bakugan |
| 51   | 命燃やして                       | 燃燒生命             | The Final Brawl                   |
| 52   | ナンバーワン・バトルブローラーズ | 永遠第一的戰鬥遊戲者 | Game Over                         |

海外版沒有播放第40集，劇情講述克勞斯用六種屬性的爆丸格鬥方式幫助逃到德國的愛麗絲回復信心，勇敢面對自己過去是馬斯卡雷德的事。

## 播放電視台
| 日本東京電視台 星期四17:30-18:00 | 日本東京電視台 星期四17:30-18:00     | 日本東京電視台 星期四17:30-18:00 |
| -------------------------------- | ------------------------------------ | -------------------------------- |
|                                  | 爆丸 （2007年4月5日－2008年3月27日） |                                  |
|                                  | 網球王子                             |                                  |

| 台灣 MOMO親子台 星期六、日18:30-19:00                                | 台灣 MOMO親子台 星期六、日18:30-19:00          | 台灣 MOMO親子台 星期六、日18:30-19:00 |
| -------------------------------------------------------------------- | ---------------------------------------------- | ------------------------------------- |
|                                                                      | 爆丸 （2007年9月22日－2008年8月9日）           |                                       |
| 花田少年史                                                           | 金魚注意報                                     |                                       |
| 台灣 MOMO親子台 星期一至五18:30-19:00                                |                                                |                                       |
| 戀愛占卜師                                                           | 爆丸 （2008年8月13日－2008年10月23日）         | 戀愛占卜師 第48-51集                  |
| 台灣 MOMO親子台 星期一至日14:00-15:30（2月7日播出時間為15:30-16:00） |                                                |                                       |
| Hello Kitty童話世界                                                  | 爆丸 （2009年1月21日－2009年2月7日）           | 幸福鑰匙                              |
| 台灣 MOMO親子台 星期一至五17:00-17:30                                |                                                |                                       |
| 大嘴鳥                                                               | 爆丸 第1～30集 （2009年6月29日－2009年8月7日） | 喜羊羊與灰太狼                        |

| 香港 翡翠台 星期四、五17:15-17:50 | 香港 翡翠台 星期四、五17:15-17:50             | 香港 翡翠台 星期四、五17:15-17:50 |
| --------------------------------- | --------------------------------------------- | --------------------------------- |
|                                   | 爆丸 （2008年2月1日－2008年8月8日）           |                                   |
| KERORO軍曹（第3季）               | 北京奧運 下午直擊（直播，14:55-18:30）        |                                   |
| 香港 翡翠台 星期六、日16:00-16:30 |                                               |                                   |
| 雙子公主                          | 爆丸（重播） （2009年7月11日－2010年2月21日） | 動物橫町第1～76集 （重播）        |

## 相關系列
- 爆丸2
- 爆丸3
- 爆丸4
- 爆丸5
- 爆TECH!爆丸
- 糖果精靈
- 爆丸小子/圣石奇兵
- 蛋神奇踪
- 宇宙星神 弹爆星神
- 神魄
- 魔彈王
- 魔币精灵
- 爆兽猎人
- 空天战队
- 盟卡车神 灵兽纪元

## 外部連結
- （日語）爆丸（官方網站） （页面存档备份，存于）
- （日語）爆丸（東京電視台的動畫介紹） （页面存档备份，存于）
- （日語）爆丸（TMS的動畫介紹） （页面存档备份，存于）
- 爆丸（台灣官方網站） （页面存档备份，存于）
- 爆丸（中視網站）[永久]